# Пјер Алешински
Пјер Алешински (фр. Pierre Alechinsky; Брисел, 1927) је белгијски сликар, цртач и графичар. Стекао је широко уметничко образовање студирајући сликарство, графичке технике (типографија, илустрација) као и фотографију. У периоду од 1949. до 1951. био је члан уметничке групе Кобра. На његовим делима приметни су утицаји надреалистичког аутоматизма као и јапанске литографије. Његова уметности је тако спој западне са источном уметничком традицијом. Од 1951. живи у Паризу. Сликао је велике зидне слике на спонтан, експресиван, начин. На овим сликама се издваја један централни уз више споредних мотива који уоквирују слику.